# Xả súng hàng loạt

Tổng số người Mỹ tử vong theo năm trong các vụ xả súng từ năm 1982 đến nay (hiện tại).

Một vụ xả súng hàng loạt là một vụ việc có nhiều nạn nhân của bạo lực liên quan đến vũ khí. Vụ Khảo cứu quốc hội của Hoa Kỳ thừa nhận rằng không có định nghĩa nào được chấp nhận rộng rãi và định nghĩa "xả súng hàng loạt công khai"  là một sự kiện mà ai đó chọn bốn người hoặc hơn nữa một cách bừa bãi và giết chết họ, lặp lại định nghĩa của FBI  về thuật ngữ "giết người hàng loạt". Tuy nhiên, theo Đạo luật Hỗ trợ Điều tra về Tội phạm Bạo lực năm 2012, được ký thành luật vào tháng 1 năm 2013, một vụ giết người hàng loạt được định nghĩa là một vụ giết người với ít nhất ba người chết, trừ thủ phạm. Một định nghĩa không chính thức khác về xả súng hàng loạt là một sự kiện liên quan đến vụ nổ súng (không nhất thiết dẫn đến tử vong) từ năm người trở lên (đôi khi là bốn)  và không có thời gian ngừng nghỉ. Các điều khoản liên quan bao gồm xả súng tại trường học và thảm sát.
Một vụ xả súng hàng loạt có thể được thực hiện bởi các cá nhân hoặc tổ chức ở những nơi công cộng hoặc không công cộng. Các nhóm khủng bố trong thời gian gần đây đã sử dụng chiến thuật xả súng hàng loạt để thực hiện các mục tiêu chính trị của chúng. Các cá nhân thực hiện vụ xả súng hàng loạt có thể rơi vào bất kỳ nhóm nào, bao gồm cả kẻ giết gia đình, giết đồng nghiệp, giết học sinh và người lạ ngẫu nhiên. Động cơ xả súng của các cá nhân là khác nhau.
Phản ứng đối với các vụ xả súng hàng loạt có nhiều hình thức khác nhau, tùy thuộc vào bối cảnh: số lượng người thương vong, quốc gia, khí hậu chính trị và các yếu tố khác. Các phương tiện truyền thông thường tường trình các vụ xả súng hàng loạt một cách chi tiết và thường xuyên theo cảm tính, và hiệu quả của việc đưa tin này đã được kiểm tra. Các quốc gia như Vương quốc Anh và Úc đã thay đổi luật sở hữu súng của họ sau các vụ xả súng hàng loạt. Ngược lại, hiến pháp Hoa Kỳ nghiêm cấm các luật mà cấm sở hữu vũ khí hoàn toàn và hiện tại quốc gia này đang sở hữu khoảng một nửa số súng trên thế giới.